# Ахлис
Ахлис (др.-греч. Ἀχλύς) — древнегреческая богиня, символизирующая туман смерти. Согласно некоторым древним космогониям, Ахлис была вечной ночью перед Хаосом. Её имя с древнегреческого можно перевести как «туман» или «тьма».

## Мифология
Согласно Гесиоду Ахлис была олицетворением страдания и печали, и её образ был изображён на щите Геракла: бледная, истощённая, источающая слизи из ноздрей, с оскалившимися зубами, опухшими коленями, длинными ногтями на пальцах, окровавленными щеками и плечами, густо покрытыми грязью.
Возможно, она также была богиней смертельных ядов, как её описывал древнегреческий поэт Нонн Панополитанский. Согласно его поэме «Деяния Диониса», Гера раздобыла у Ахлис коварные полевые цветы, которые одурманивали сыновей нимф Ламузид (кормилиц Диониса), вгоняя их в сон. Затем богиня смазывала отравленными снадобьями их волосы и намазывала волшебной мазью их лица, превращая их из людей в рогатых кентавров.
Если Ахлис была дочерью Нюкты (ночи), то она могла быть причислена к Керам, божествам смерти.